# Eric Mika
Eric Mika (Salt Lake City, Utah, 5 de enero de 1995) es un jugador de baloncesto estadounidense que pertenece al NBA G League Ignite de la G League. Con 2,08 metros de estatura, juega en la posición de pívot.

## Trayectoria deportiva

### Universidad
Jugó dos temporadas con los Cougars de la Universidad Brigham Young, con una pausa de dos años entre medio por motivos religiosos como misionero, en las que promedió 16,1 puntos, 7,8 rebotes y 1,3 asistencias por partido. Fue incluido en su primera temporada en el Mejor quinteto rookie de la West Coast Conference y en la segunda en el mejor quinteto absoluto de la conterencia.

#### Estadísticas
| Año     | Equipo | PJ | PT | MPP  | %TC  | %3P  | %TL  | RPP | APP | ROB | TPP | PPP  |
| ------- | ------ | -- | -- | ---- | ---- | ---- | ---- | --- | --- | --- | --- | ---- |
| 2013–14 | BYU    | 33 | 28 | 25.5 | .527 | -    | .617 | 6.4 | 1.0 | 0.5 | 0.7 | 11.8 |
| 2016–17 | BYU    | 34 | 34 | 28.6 | .528 | .000 | .763 | 9.2 | 1.6 | 0.6 | 1.9 | 20.3 |
| Total   | Total  | 67 | 62 | 27.1 | .528 | .000 | .707 | 7.8 | 1.3 | 0.5 | 1.3 | 16.1 |

### Profesional
Tras no ser elegido en el Draft de la NBA de 2017, disputó con Miami Heat la NBA Summer League. En julio de ese año fichó por el Victoria Libertas Pesaro de la Lega Basket Serie A italiana.
El 9 de julio de 2018 firmó un contrato con el equipo italiano del Basket Brescia Leonessa.
El 8 de enero de 2019 fichó por el Medi Bayreuth de la Basketball Bundesliga alemana.
El 20 de agosto de 2019 firmó un contrato a prueba con los Sacramento Kings. El 11 de octubre de 2019, los Kings renunciaron a Mika y finalmente la incluyeron en la lista de su filial en le G League, los Stockton Kings.
El 6 de diciembre de 2019, los Xinjiang Flying Tigers anunciaron que habían agregado a Mika a su plantilla. Fue despedido tres semanas después.
El 7 de enero de 2020 regresó a los Stockton Kings. El 1 de febrero firmó un contrato de 10 días con los Sacramento Kings.  Hizo su debut en la NBA el mismo día, anotando seis puntos con siete rebotes en 19 minutos cuando los Kings perdieron ante Los Angeles Lakers 129-113. Al término de su contrato regresó al filial.
El 24 de agosto de 2020 firmó un contrato con el KK Partizan. Promedió 7,9 puntos, 3,4 rebotes y 1,4 asistencias por partido.
El 1 de julio de 2021, firma por el JL Bourg Basket de la Pro A francesa.
El 28 de septiembre de 2022 firmó con el NBA G League Ignite. Fue despedido el 31 de enero de 2024.

## Estadísticas de su carrera en la NBA

### Temporada regular
| Año     | Equipo     | PJ | PT | MPP  | %TC  | %3P | %TL   | RPP | APP | ROB | TPP | PPP |
| ------- | ---------- | -- | -- | ---- | ---- | --- | ----- | --- | --- | --- | --- | --- |
| 2019-20 | Sacramento | 1  | 0  | 19.0 | .667 | -   | 1.000 | 7.0 | .0  | .0  | .0  | 6.0 |
| Total   | Total      | 1  | 0  | 19.0 | .667 | -   | 1.000 | 7.0 | .0  | .0  | .0  | 6.0 |